# Bedingungsüberdeckungstest
Der Bedingungsüberdeckungstest (engl. Condition Coverage) gehört zu einer Gruppe von Überdeckungstests, die zum Testen von Software verwendet werden.
Das Problem der bisherigen Überdeckungstests (C1-Test, C2-Test) ist, dass zusammengesetzte, hierarchische Bedingungen nicht ausreichend getestet werden.

## C3a – Einfachbedingungsüberdeckungstest
Jede einfache Bedingung muss einmal mit true und einmal mit false getestet werden. Das bedeutet, dass für folgenden Code zwei verschiedene Möglichkeiten für C3a existieren:
```
boolean a, b;
if (a || b) {...}
```

|   | A    | A     | B     | B     |
| - | ---- | ----- | ----- | ----- |
| a | true | false | false | true  |
| b | true | false | true  | false |

Möglichkeit A mit A1 und A2 ist ein valider Fall von C3a, B mit B1 und B2 ebenso. Problematisch ist hierbei, dass der Ausdruck a || b bei Belegung B immer zu true evaluiert. Es wird nie getestet, was passiert, wenn die Bedingung nicht passiert wird.

## C3b – Mehrfachbedingungsüberdeckungstest
Dieser Test betrachtet alle atomaren Bedingungen einer Bedingung. Wenn n atomare Bedingungen in der Bedingung stehen, dann werden {\displaystyle 2^{n}} Kombinationen gebildet. Das heißt für das obige Beispiel, dass 4 Testfälle gebildet werden und nur noch eine Möglichkeit besteht:  
|   | A    | A     | A     | A     |
| - | ---- | ----- | ----- | ----- |
| a | true | true  | false | false |
| b | true | false | true  | false |

## C3c – minimaler Mehrfachbedingungsüberdeckungstest
Diese Version erstellt mehr Testfälle als C3a und weniger als C3b, indem jede Bedingung (atomar und zusammengestellt) einmal zu true und einmal zu false evaluiert wird. Die logische Struktur wird hierbei berücksichtigt und der C1-Test (Zweigüberdeckungstest) ist vollständig in diesem Test enthalten.
Außerdem ist der C3c-Test berechenbar. Für obiges Codebeispiel ergeben sich dann wieder zwei Möglichkeiten: 
|          | A    | A     | B     | B     | B     |
| -------- | ---- | ----- | ----- | ----- | ----- |
| a        | true | false | true  | false | false |
| b        | true | false | false | true  | false |
| a \|\| b | true | false | true  | true  | false |

### Nachteil
Es besteht die Gefahr einer unvollständigen Auswertung einer Bedingung durch eine Programmiersprache mit sogenannter short circuit evaluation wie beispielsweise C, C++, Java und C#.
```
boolean a, b;
if (a && b) {...} else { lies b aus }
```

Wenn a=false, dann ist die Belegung der Variable b theoretisch egal. Im Falle von a=false und b=null allerdings, tritt im else-Zweig ein Fehler auf.